# Stadtkirche (Velten)

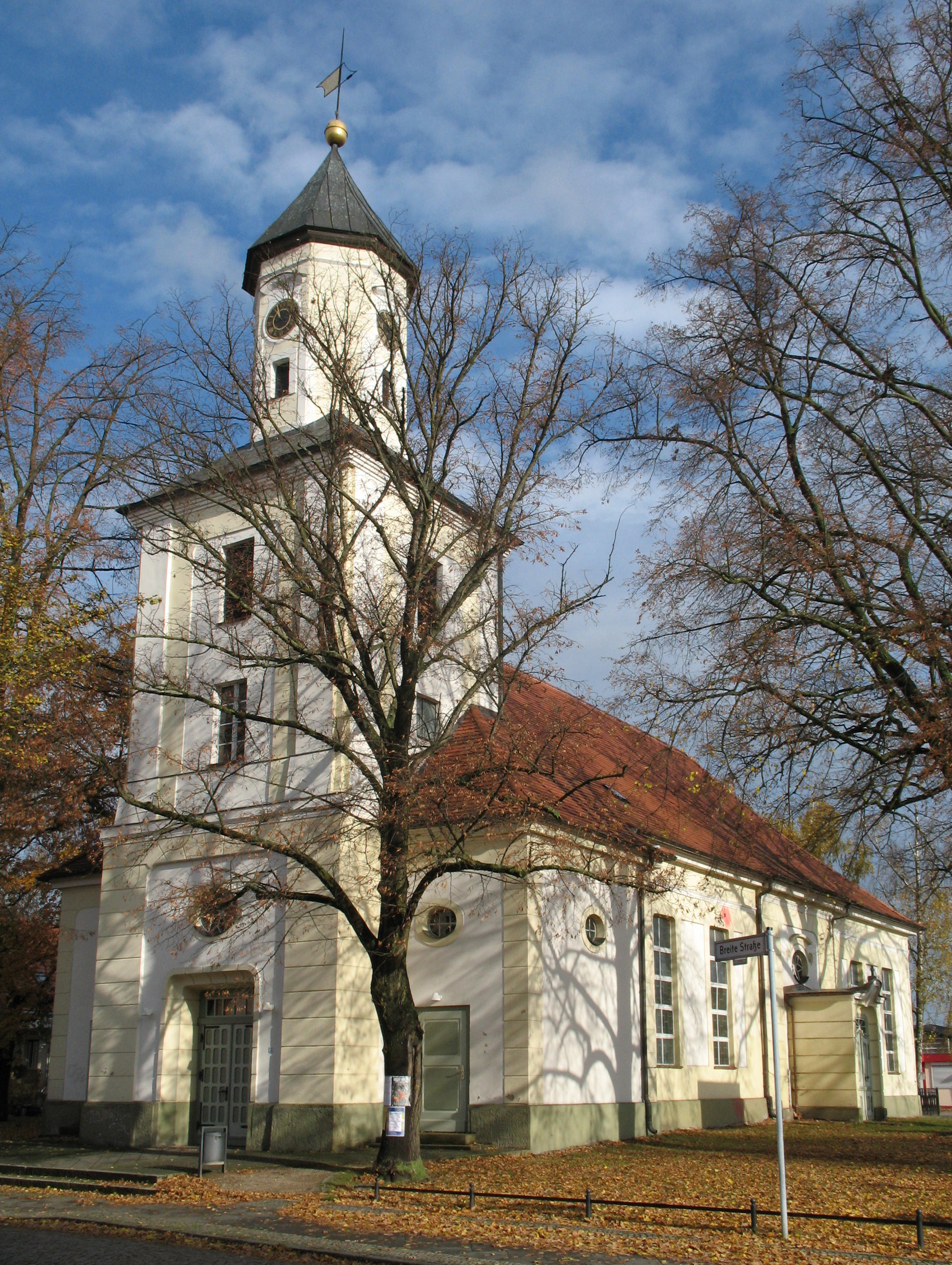
Stadtkirche Velten, 2009

Die Stadtkirche ist ein Baudenkmal in der Stadt Velten im Landkreis Oberhavel im Land Brandenburg.

## Architektur und Geschichte
Die evangelische Stadtkirche wurde um 1750 auf dem damaligen Dorfanger, jetzt Breite Straße, erbaut. Es handelt sich um eine einschiffige Saalkirche mit verputzter Fassade. Bei den Erweiterungen von 1895 und 1910 wurden an den Seiten des Turmes Anbauten sowie südlich und nördlich der Halle Portalvorbauten errichtet. Im Jahre 1955 erfolgte eine umfassende Restaurierung. Ebenfalls zum denkmalgeschützten Ensemble gehören die Orgel von 1906 sowie drei Glocken von 1924, 1955 und 1956. In unmittelbarer Nachbarschaft befindet sich nördlich das Pfarrhaus und auf der gegenüberliegenden Straßenseite das Wohn- und Geschäftshaus Am Anger 10.
Heute gehört der evangelische Pfarrsprengel Velten zum Kirchenkreis Oberes Havelland im Sprengel Potsdam der Evangelischen Kirche Berlin-Brandenburg-schlesische Oberlausitz.